# Новодмитріївська (станиця)
Новодмитріївська — станиця в Сєверському районі Краснодарського краю, центр Новодмитріївського сільського поселення. Населення — 5,2 тис. мешканців (2002).
Станиця розташована на річці Шебш (ліва притока Кубані, впадає в Шапсугське водосховище), за 9 км південніше селища Афіпський, де розташована найближча залізнична станція. Відстань до Краснодару — 29 км.
Станицю засновано 1864 на місці колишнього черкеського аулу. Перші мешканці — козаки-переселенці зі станиць Прочноокопська, Успенської і Старомінської.

## Особистості

### Народилися
- Павло Штепа (1897—1980), український історик та публіцист, громадський діяч в еміграції.